# 328e division d'infanterie
La 328e division d'Infanterie (en allemand : 328. Infanterie-Division ou 328. ID) est une des divisions d'infanterie de l'armée allemande (Wehrmacht) durant la Seconde Guerre mondiale.

## Historique

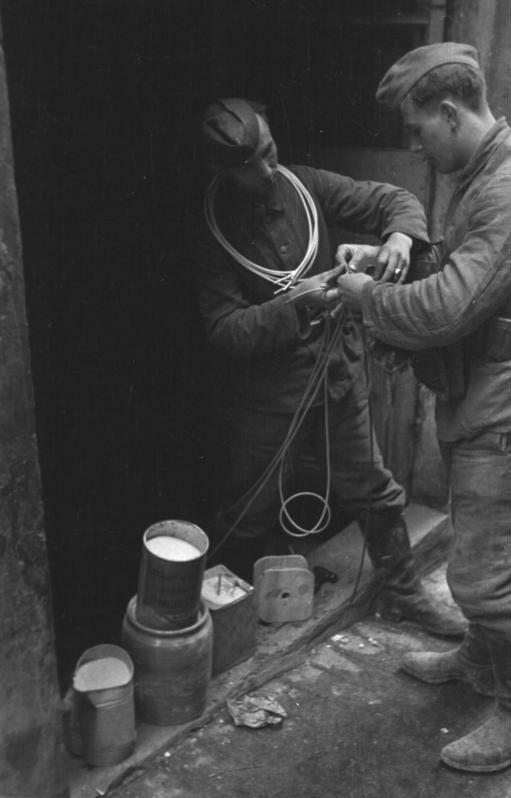
Deux soldats allemands de la 328ème division d'infanterie sur le Front de l'Est.

La 328e division d'infanterie a été formée le 2 décembre 1941 à Mielau dans la Wehrkreis IX en tant que Walküre-Division sous la 17. Welle (17e vague de mobilisation).
Elle subit de lourdes pertes après la bataille de Koursk et est anéantie sur le Dniepr.
Elle est dissoute le 2 novembre 1943, les éléments survivants forme le Divisions-Gruppe 328 qui est assignée à la 306. Infanterie-Division.

## Organisation

### Commandants
| Début            | fin              | Grade           | Commandant           |
| ---------------- | ---------------- | --------------- | -------------------- |
| 15 août 1941     | 30 décembre 1941 | Generalleutnant | Albert Fett          |
| 30 décembre 1941 | 3 avril 1942     | Generalleutnant | Wilhelm Behrens      |
| 3 avril 1942     | 20 novembre 1943 | Generalleutnant | Joachim von Tresckow |

### Rattachement
| Date      | Armeekorps   | Armee           | Heeresgruppe | Position  |
| --------- | ------------ | --------------- | ------------ | --------- |
| 1941      |              |                 |              |           |
| Décembre  | En formation |                 |              | Mielau    |
| 1942      |              |                 |              |           |
| Janvier   | OKH          |                 |              | Mitte     |
| Avril     |              | 9. Armee        | Mitte        | Rjev      |
| Juillet   | XXXXVI       | 9. Armee        | Mitte        | Rjev      |
| Août      | VI           | 9. Armee        | Mitte        | Rjev      |
| Septembre | XXVII        | 9. Armee        | Mitte        | Rjev      |
| Octobre   |              | 9. Armee        | Mitte        | Rjev      |
| Novembre  | LXXXIII      | Felber          | D            | Marseille |
| 1943      |              |                 |              |           |
| Janvier   | LXXXIII      | Felber          | D            | Marseille |
| Juin      |              | Kempf           | Sud          | Kharkov   |
| Juillet   | LVII         | 1. Panzer-Armee | Sud          | Izyum     |
| Octobre   | LII          | 1. Panzer-Armee | Sud          | Dniepr    |
| Novembre  | LVII         | 1. Panzer-Armee | Sud          | Dniepr    |
| Décembre  | LVII         | 1. Panzer-Armee | Sud          | Dniepr    |

## Théâtres d'opérations
- Front de l'Est, secteur Centre : Décembre 1941 - Décembre 1942
- France : Décembre 1942 - Septembre 1943
- Front de l'Est, secteur Sud : Septembre 1943 - Novembre 1943

## Ordre de bataille
1942
- Infanterie-Regiment 547
- Infanterie-Regiment 548
- Infanterie-Regiment 549
- Artillerie-Regiment 328
- Pionier-Bataillon 328
- Panzerjäger-Abteilung 328
- Aufklärungs-Abteilung 328
- Divisions-Nachrichten-Abteilung 328
- Divisions-Nachschubführer 328

Novembre 1942
- Grenadier-Regiment 548
- Grenadier-Regiment 549
- Grenadier-Regiment 569
- Artillerie-Regiment 328
- Pionier-Bataillon 328
- Feldersatz-Bataillon 328
- Panzerjäger-Abteilung 328
- Aufklärungs-Abteilung 328
- Divisions-Nachrichten-Abteilung 328
- Divisions-Nachschubführer 328